# Eddie Little
Pour les articles homonymes, voir Little.
Eddie Little, né le 25 août 1955 et mort 20 mai 2003 à Los Angeles en Californie, est un journaliste et un écrivain américain de roman policier.

## Biographie
Eddie Little naît en 1955 dans la banlieue pauvre de Los Angeles. À dix ans, il renifle de la colle et découvre les effets de la drogue. À douze ans, il fugue et commence à voler à l’âge de quatorze ans. Arrêté à quinze ans, il est incarcéré et libéré deux années plus tard. Il déménage à Boston, mais son addiction à la drogue le rattrape. Il braque plusieurs pharmacies, commet des cambriolages et monte diverses escroqueries avant de se faire inculper pour tentative d’assassinat à la suite d'une bagarre ayant mal tourné dans un bar. Il retourne à Los Angeles, mais se blesse grièvement dans un accident de la circulation. Il monte alors une escroquerie par téléphone qui le conduit en prison en 1982. Condamné à six ans, il sort après trois années de détention.
Il tente alors de se ranger sans y parvenir. Avec un associé, il monte Chariot 7 Productions, une société de production de films et participe au financement de The Liberty Bash de Myril A. Schreibman et The Woman of the Port d’Arturo Ripstein. Il est arrêté en 1992 pour avoir vendu de fausses actions et fait transiter des fonds douteux au compte de la société. Redoutant la prison, il accepte de dénoncer son partenaire et s’en sort avec l'obligation de suivre une cure de désintoxication assujettie à une période probatoire. Il travaille alors comme videur et déménageur et tente de se soigner par l’écriture. 
Il publie en 1997 son premier roman, Another Day in Paradise. En 1998, Larry Clark adapte ce récit au cinéma sous le même titre, dans un film mettant en vedette James Woods, Melanie Griffith, Vincent Kartheiser et Natasha Gregson Wagner. Ce roman est traduit en France dans la collection Série noire en 1998 sous le titre Encore un jour au paradis. Il collabore avec le LA Weekly et y tient une tribune où il narre les dessous de Los Angeles en se basant sur son expérience et celle de ses connaissances. Il écrit son deuxième roman Steel Toes qui sort en 2001 et est traduit en France en 2005 sous le titre Du plomb dans les ailes. Les démons d'Eddie Little ne tardent pas à le rattraper et il ne guérit jamais vraiment de ses addictions passées. En 2003, après avoir publié deux nouveaux romans, il décède d’une crise cardiaque à l’âge de quarante-sept ans.
Son histoire rappelle par son parcours les écrivains Edward Bunker ou Clarence L. Cooper Jr, et ses œuvres, les romans de Hunter S. Thompson ou de William Burroughs.

## Œuvre

### SérieBobby Prine
- Another Day in Paradise (1997) Publié en français sous le titre Encore un jour au paradis, Paris, Gallimard, Série noire, no 2548, 1999.
- Steel Toes ou Lead in the Wings (2001) Publié en français sous le titre Du plomb dans les ailes, Paris, Gallimard, Série noire, no 2739, 2005.

### Autres romans
- The Great Storm of 1839 (2002)
- The First Flight to Ireland (2003)

## Adaptations

### Au cinéma
- 1998 : Another Day in Paradise, film américain réalisé par Larry Clark, d'après le roman éponyme, avec James Woods, Melanie Griffith, Vincent Kartheiser et Natasha Gregson Wagner.

## Sources
- « Eddie Little » (présentation), sur l'Internet Movie Database
- (en) Biographie et bibliographie
- (en) Article du Los Angeles Times sur Eddie Little